# Julio Martínez Ramírez
Julio Martínez Ramírez es un político y exdirigente juvenil cubano. Desde 2004 hasta 2009 fue Primer Secretario de la Unión de Jóvenes Comunistas de Cuba, cantera juvenil del Partido Comunista de Cuba. Dirigente político de esta organización desde 1987, fue su Segundo Secretario de 1997 a 2004.
Elegido miembro del Consejo de Estado de la República de Cuba el 24 de febrero de 2008, ocupó dicho escaño hasta finales de diciembre de 2009 cuando cedió el asiento a su sucesora al frente de la organización estudiantil. Fue miembro del Comité Central del Partido Comunista de Cuba desde 1997 a 2011 y diputado a la Asamblea Nacional del Poder Popular de 2004 a 2009. 